# Ponte Tresa
Ponte Tresa (antiguamente en alemán Treisbruck) es una comuna suiza del cantón del Tesino, situada en el distrito de Lugano, círculo de Magliasina. Limita al noreste con la comuna de Pura, al este con Caslano, al suroeste con Lavena Ponte Tresa (IT-VA), y al noroeste con Croglio.
Con una superficie de tan solo 28 ha, Ponte Tresa es la comuna más pequeña de toda Suiza.

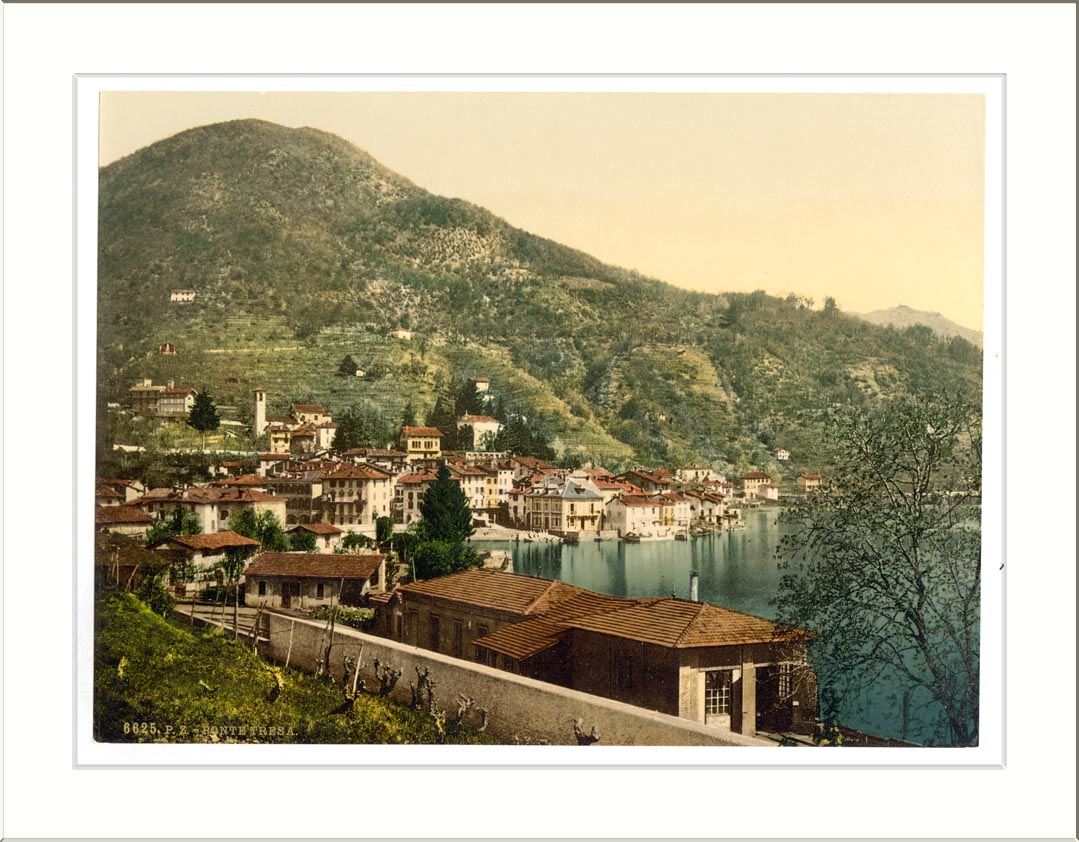
Vista de Ponte Tresa.